# Gene Ruggiero
Gene Ruggiero (Long Island, 20 de junho de 1910 — Ogden, 19 de fevereiro de 2002) é um editor estadunidense. Venceu o Oscar de melhor montagem na edição de 1957 pelo filme Around the World in Eighty Days.